# Saul Dushman
Saul Dushman (12 juillet 1883 – 7 juillet 1954) est un chimiste physique russo-américain. Ses principaux intérêts de recherche sont la mécanique quantique, la force électromotrice, la structure atomique, l'émission électronique, la force unimoléculaire et le vide poussé. Il est l'auteur de plusieurs manuels scientifiques de référence.

## Biographie
Dushman nait le 12 juillet 1883 à Rostov, en Russie, et immigre aux États-Unis en 1891. Il obtient un doctorat de l'Université de Toronto en 1912. Cette année-là, il rejoint le laboratoire de recherche de General Electric (GE). Il travaille chez GE tout au long de sa carrière, à l'exception d'un passage de 1922 à 1925 en tant que directeur de la division de recherche chez Edison Lamp Works. Saul meurt le 7 juillet 1954 à Scotia, dans l'état de New York.

## Publications
Son premier livre, « The Production and Measurement of High Vacuum » (1922) fut durant les années suivant sa publication un ouvrage de référence dans le domaine scientifique.
Il écrit « Quantum Theory and Atomic Structure (1931) et « Elements of Quantum Mechanics » (1938) pour permettre aux chimistes d'acquérir des bases de physique. « The Fundamentals of Atomic Physics » (1951) présente une analyse des avancées de l'époque en sciences physiques.
Saul est reconnu sur la scène internationale grâce à son manuel « Scientific Foundations Of Vacuum Technique » (1949), qui reste un classique universitaire couvrant les principes de réalisation du vide. Ce manuel fut entièrement révisé en 1961 par un collègue de Saul, James Lafferty.

## Contributions notables
Les recherches de Saul Dushman sur l'émission thermoionique permirent l'édiction de l'équation de Richardson-Dushman.